# Österlövsta landskommun
Österlövsta landskommun var tidigare en kommun i Uppsala län.

## Administrativ historik
Den 1 januari 1863, när kommunalförordningarna började tillämpas, skapades över hela riket cirka 2 500 kommuner, varav 89 städer, 8 köpingar och resten landskommuner. Då inrättades i Lövsta socken i Olands härad i Uppland denna kommun. Namnet ändrades till Österlövsta 1885 för att särskilja kommunen från andra Lövsta.
1952 genomfördes den första av 1900-talets två genomgripande kommunreformer i Sverige. Denna påverkade inte Österlövsta, vilken kvarstod som egen kommun fram till 1974, då den upphörde och området överfördes till Tierps kommun.
Kommunkoden 1952–73 var 0321.

### Kyrklig tillhörighet
I kyrkligt hänseende tillhörde kommunen Österlövsta församling.

## Geografi
Österlövsta landskommun omfattade den 1 januari 1952 en areal av 275,68 km², varav 252,36 km² land. Efter nymätningar och arealberäkningar färdiga den 1 januari 1956 omfattade landskommunen den 1 november 1960 (enligt indelningen den 1 januari 1961) en areal av 281,23 km², varav 270,21 km² land.

### Tätorter i kommunen 1960
I Österlövsta kommun fanns tätorten Skärplinge, som hade 494 invånare den 1 november 1960. Tätortsgraden i kommunen var då 20,5 procent.

## Politik

### Mandatfördelning i valen 1938–1970
| 10 | 8 | 7 |

| 25 |

| 10 |  | 8 | 6 |

| 25 |

| 11 | 14 |

| 24 |

| 12 |  | 6 | 5 |  |

| 24 |

| 12 | 5 | 5 | 3 |

| 23 |

| 11 | 6 | 4 | 4 |

| 22 |

| 13 | 6 | 4 | 2 |

| 23 |

| 11 | 6 | 3 | 3 | 2 |

| 20 | 5 |

| 11 | 7 | 2 | 3 | 2 |

| 21 | 4 |